# Araneosa columellata
Araneosa columellata är en svampart som beskrevs av Long 1941. Araneosa columellata ingår i släktet Araneosa och familjen Agaricaceae.   Inga underarter finns listade i Catalogue of Life.